# Precolumbiaanse periode

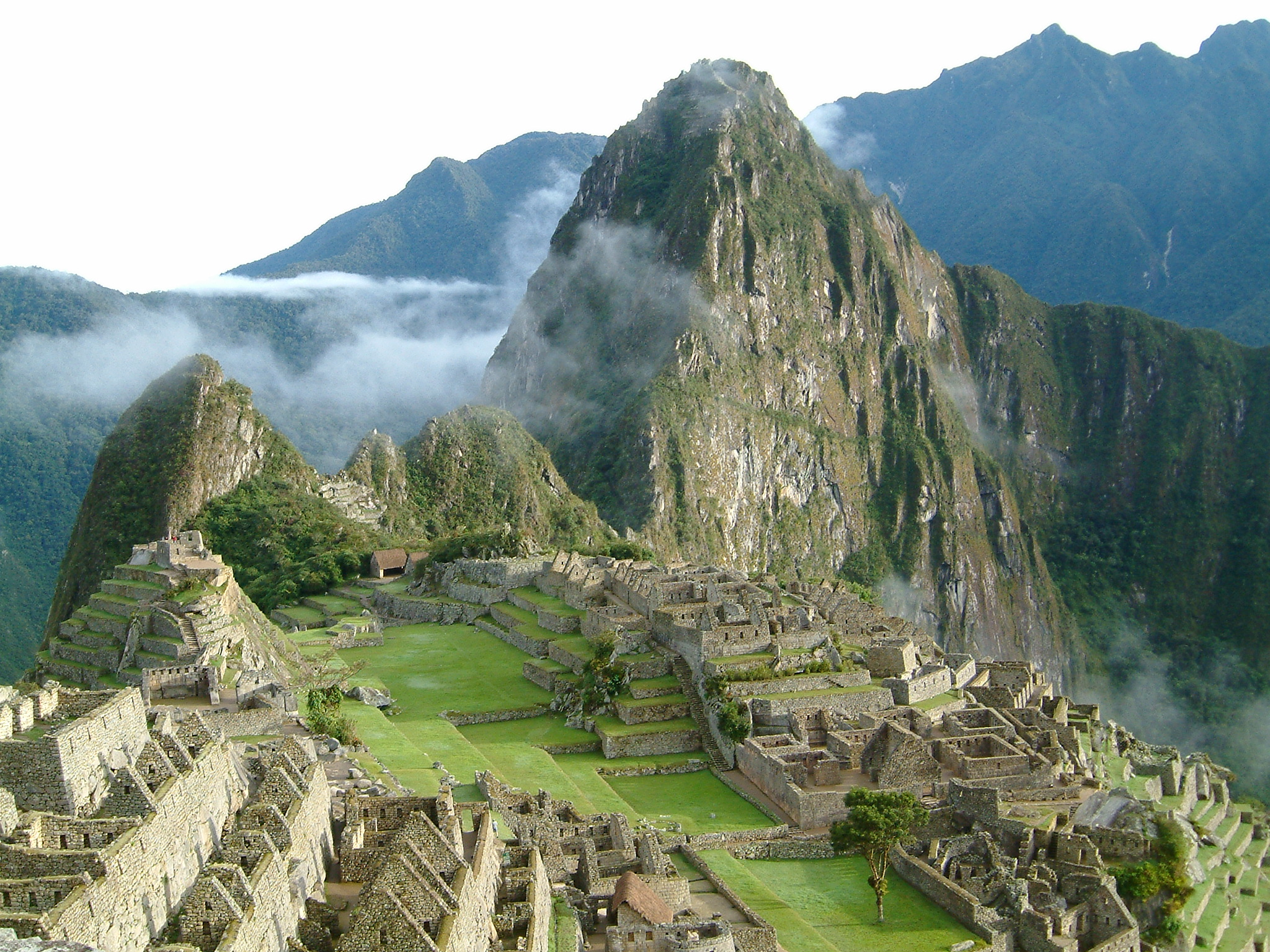
De Incastad Machu Picchu in Peru is een van de bekendste precolumbiaanse vindplaatsen

De precolumbiaanse periode is het tijdperk van de Amerikaanse geschiedenis van vóór de Europese ontdekking van het Amerikaanse continent door Christoffel Columbus in 1492. Dit is de periode van de komst van de oudste bewoners van Amerika tot ongeveer 1492, voorafgaand aan de Spaanse veroveringen (conquista) in de 16e eeuw van grote delen van Amerika. In de geschiedschrijving en de archeologie verwijst de term 'precolumbiaanse periode' naar de geschiedenis van de inheemse beschavingen van Amerika totdat zij werden veroverd door de Europeanen, of in ieder geval in hoge mate door hen werden beïnvloed, ook als dit jaren of zelfs eeuwen na Columbus' eerste landing gebeurde.

## Achtergrond
De term precolumbiaans wordt vooral gebruikt voor de grote indiaanse culturen van Meso-Amerika, zoals de Olmeken, Tolteken, Teotihuacán, Zapoteken, Mixteken, Azteken en Maya's, en de Andesbeschavingen van de Inca's, Mochica, Chibcha en Cañari.
Afhankelijk van het land gebruikt men ook andere termen als alternatief voor precolumbiaans. Zo spreekt men in Brazilië wel van precabralaans, naar Pedro Alvares Cabral, en in Mexico van precortesiaans, naar Hernán Cortés.
Veel precolumbiaanse beschavingen werden gekenmerkt door het zich vestigen in permanente verblijfplaatsen (sedentarisatie), beoefening en ontwikkeling van de landbouw, stadsplanning, monumentale architectuur en complexe sociale hiërarchieën. Sommige van deze beschavingen waren al lang verdwenen voordat de eerste permanente Europese bezoekers arriveerden (laat 15e en vroege 16e eeuw); deze beschavingen zijn slechts bekend dankzij archeologisch onderzoek. Nog bestaande beschavingen uit deze periode zijn beschreven in verslagen van Europese ooggetuigen. Enkele beschavingen, zoals die van de Maya's, hadden hun eigen geschreven verslagen. De meeste Europeanen uit die tijd beschouwden zulke verslagen als ketters en vele ervan werden vernietigd op de christelijke brandstapels. Dankzij de ontdekking van enkele verborgen documenten hebben historici in onze tijd zich toch een vrij goed beeld kunnen vormen van de oude culturen en hun kennis.
Volgens zowel inheems Amerikaanse als Europese bronnen en documenten, konden de Amerikaanse beschavingen rond de tijd van de eerste Europese bezoeken zich beroemen op indrukwekkende resultaten. Zo hadden de Azteken een van de grootste en meest imposante steden ter wereld gebouwd, Tenochtitlan, de oude site van Mexico-Stad, met een geschatte bevolking van 200.000 inwoners. Amerikaanse beschavingen konden ook indrukwekkende resultaten voorleggen in zowel de astronomie als in de wiskunde.

## Oorsprong
De vraag waar de Amerikaanse indianen vandaan komen speelt voor de Europeanen al sinds de komst van de Engelsen in Amerika. De paus besloot uiteindelijk dat het zonen en dochters van Adam en Eva waren en dat ze dus, net als alle mensen, ooit vanuit het Paradijs in Amerika gekomen moesten zijn. De indianen hadden (en hebben) zelf uiteraard eigen theorieën over hun (mythische) oorsprong.
Tot voor kort werd algemeen aangenomen dat de eerste Amerikanen ongeveer 12.000 jaar geleden, aan het begin van het Holoceen, over de toen drooggevallen Beringstraat (tussen Siberië en Alaska) vanuit Oost-Azië naar Amerika waren gekomen. Recente vondsten van stenen werktuigen in Florida dateren echter van 14.550 jaar geleden.
Vermoed wordt daarom dat de eerste Amerikanen al eerder in bootjes vanuit Azië, en uiteindelijk langs de westkust van Amerika zijn gevaren. Daarmee waren ze niet afhankelijk van een ijstijd, een landbrug of een ijsvrije corridor (zoals in de Beringstraat-theorie). De eerste migratie vanuit Azië naar Amerika kan dus op elk willekeurig tijdstip hebben plaatsgehad. Genetische aanwijzingen lijken aan te tonen dat dit zich ongeveer 40.000 tot 20.000 jaar geleden heeft afgespeeld. Harde en onbetwiste archeologische bewijzen ontbreken vooralsnog echter.
Alternatieve theorieën over een directe oversteek van de Grote Oceaan (vanuit Australië of Zuidoost-Azië), een route via Antarctica (Paul Rivet), vanuit Europa (overeenkomst van de structuur van oude speerpunten) of direct vanuit Afrika (vroege bewoning van Oost-Brazilië door "Afrikaans" aandoende mensen) vinden weinig wetenschappelijke aanhang. De eeuwenoude, alternatieve theorie van Atlantis (Plato, Blavatsky), een  eilandencontinent in de Atlantische Oceaan, dat gedurende honderdduizenden jaren door overstromingen verzonken zou zijn, wordt door de wetenschap als fictie afgedaan. Het laatste eiland van het eilandencontinent Atlantis, Poseidonis, zou volgens de theosofie in het jaar 9564 v.Chr ten onder zijn gegaan.

## Chronologie
De Amerikaanse archeologen Gordon Willey en Phillip Phillips hebben in hun boek uit 1958 Method and Theory in American Archaeology de volgende indeling opgesteld:
- De lithische periode (Engels: Lithic stage) omvat de vroegste periode van menselijke bewoning in de Amerika's, van het Laat Pleistoceen (vanaf ca. 129.000 jaar geleden) tot omstreeks 8000 v.Chr., en is het equivalent van de tweede helft van het middenpaleolithicum en het laatpaleolithicum in Europa. De mens was tijdens deze periode jager-verzamelaar. Het einde van de Laatste IJstijd markeert de overgang van de lithische periode naar de archaïsche periode.
- De archaïsche periode (Engels: Archaic stage) loopt van omstreeks 8000 v.Chr. tot omstreeks 2000 v.Chr., en is het equivalent van het mesolithicum in Europa
- De formatieve periode (Engels: Formative stage), ook wel preklassieke periode genoemd, loopt van omstreeks 2000 v.Chr. tot omstreeks 500 en is het equivalent van het neolithicum in Europa
- De klassieke periode (Classic stage, ongeveer 300-900 AD) wordt gekarakteriseerd door een ambachtelijke arbeidsdeling en het begin van metallurgie. De sociale organisatie toont een begin van verstedelijking met grote ceremoniële centra.
- De postklassieke periode (Post-Classic stage, ongeveer 900 tot 1519 AD) omvat culturen met een gevorderde metallurgie en een sociale organisatie gekarakteriseerd door een complexe verstedelijking en militarisering.

### Lithische periode
De lithische periode, ook wel paleo-indiaanse periode genoemd, begint met de aankomst van de eerste mensen in Amerika. Van de vroege lithische periode is slechts weinig bekend. Waarschijnlijk zijn de eerste mensen ten tijde van het Laatpaleolithicum in een periode waarin het zeeniveau lager was via de Beringstraat en verder langs de kust van Noord- en Zuid-Amerika getrokken. Deze eerste mensen waren jager-verzamelaars die voor een belangrijk deel van de zee leefden en slechts eenvoudige stenen gereedschappen produceerden.
Pas in de latere lithische periode, bekend door de Cloviscultuur en daaropvolgende culturen, begon men op groot wild te jagen. Dit veroorzaakte een sterke innovatie bij de vuursteenbewerking.

### Archaïsche periode
Het einde van de Laatste IJstijd markeert de overgang van de lithische periode naar de archaïsche periode. In deze periode begon een diversificatie van de economie. De eerste landbouw ontstond, maar in tegenstelling tot het Neolithicum in de Oude Wereld speelde veeteelt slechts een zeer geringe rol. Men leefde nog hoofdzakelijk als jager-verzamelaars, met slechts semi-permanente nederzettingen.
De eerste tekenen van metaalbewerking vallen ook in deze periode. 

### Formatieve periode

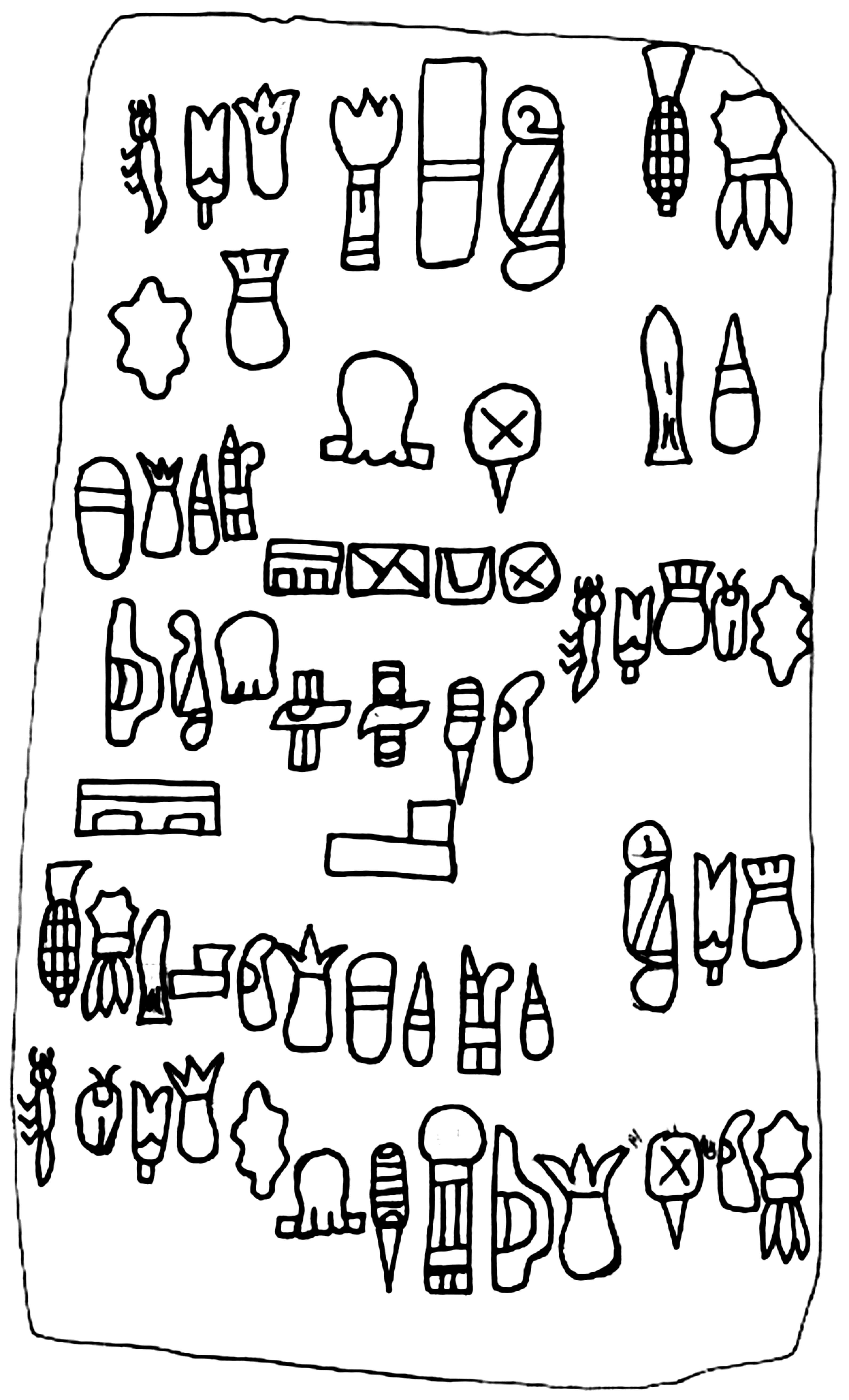
Tekst op Cascajalblok

De opkomst van de landbouw markeert de overgang naar de formatieve periode. Tijdens deze periode ontwikkelde de pottenbakkerij en de weverij zich en ontstonden de eerste permanente nederzettingen.
In de formatieve periode komen er vanaf ongeveer 1500/1000 v.Chr. nieuwe samenlevingen op die een grote nadruk leggen op religie.

### Klassieke periode

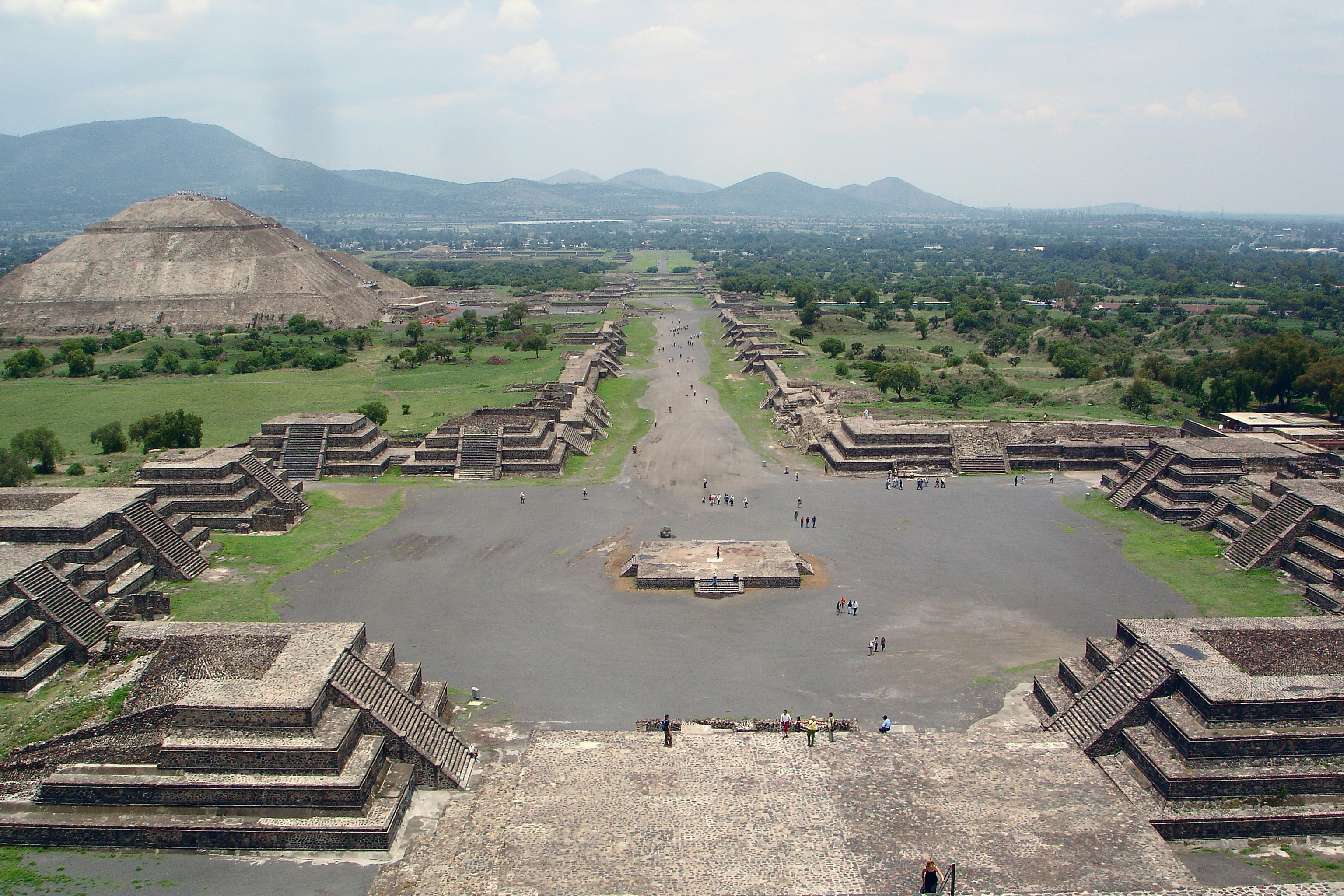
Teotihuacán

Oorspronkelijk werd het begrip "klassieke periode" gebruikt voor de complexe samenlevingen van Meso-Amerika en Peru. Ook andere gevorderde culturen als de Hopewellcultuur, Teotihuacan en de vroege Mayacultuur vallen echter binnen de periode.

### Post-klassieke periode
Pas in deze laatste periode voor de komst van Columbus verschijnen de Inca's in Peru en de Azteken in Mexico.
De culturen van de postklassieke periode bezitten een gevorderde metallurgie en een sociale organisatie gekarakteriseerd door een complexe verstedelijking en militarisering. Ideologisch worden de post-klassieke culturen beschreven als met een tendens naar een secularisering van de samenleving.
Tot de postklassieke periode worden onder andere de culturen der Inca's, Azteken, Tarasken, Mixteken, Totonaken, Pipil, Itza, Kowoj, K'iche', Kaqchikel, Poqomam en Mam gerekend. Ze eindigde met de Spaanse verovering van Mexico.

## Lijst van precolumbiaanse culturen

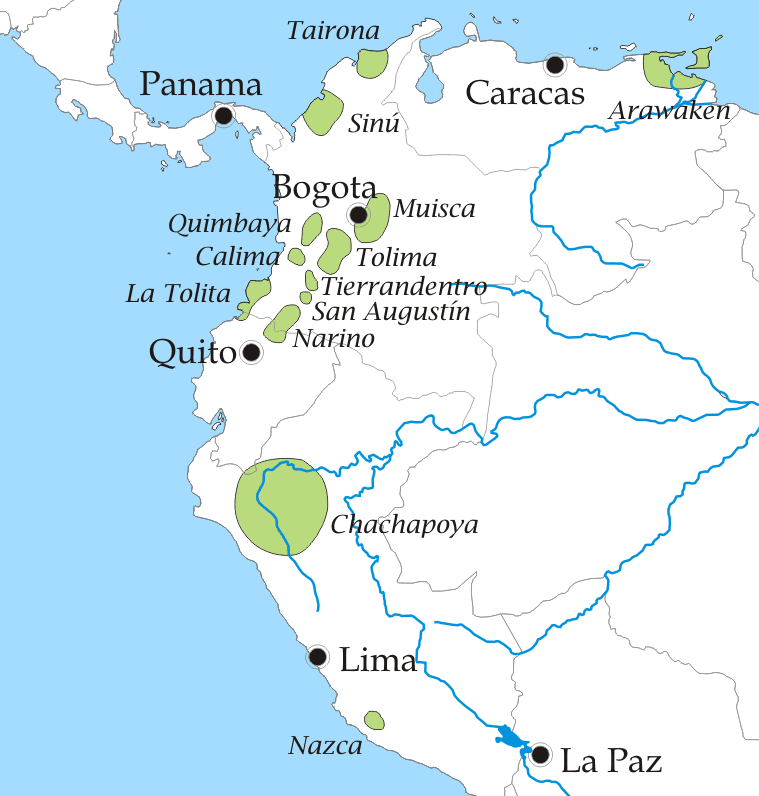
vroege Zuid-Amerikaanse culturen

Noord-Amerika
- Poverty Pointcultuur
- Adenacultuur
- Pueblocultuur
- Fort Ancient
- Hopewellcultuur
- Fremontcultuur
- Mississippicultuur

Meso-Amerikaans
- Azteken
- Chichimeken
- Cholula
- Chorotega
- Huaxteken
- Mixteken
- Maya's
- Olmeken
- Pipil
- Purépecha
- Teotihuacán
- Tolteken
- Totonaken
- Schachttombecultuur
- Zapoteken

Zuid-Amerika
- Calima
- Cañaris
- Chachapoya
- Chavincultuur
- Chibcha
- Chimor
- El Abra
- Huari
- Inca's
- La Tolita
- Las Vegascultuur
- Moche
- Muisca
- Narino
- Nazcacultuur
- Norte Chicocultuur
- Quimbaya
- San Agustin
- Shuar
- Sinú
- Tairona
- Tierradentro
- Tiwanaku
- Tolima
- Valdivia